# Гайдар Кассаб
Гайдар Кассаб — лідер Сербедарів Себзевара. Його правління було вкрай нетривалим.